# Lindholm Høje
 (mars 2025).
Si vous disposez d'ouvrages ou d'articles de référence ou si vous connaissez des sites web de qualité traitant du thème abordé ici, merci de compléter l'article en donnant les références utiles à sa vérifiabilité et en les liant à la section « Notes et références ».
Lindholm Høje (en français : les hauteurs de Lindholm) est un cimetière viking de grande importance ainsi qu'un ancien site d'habitation. Il est situé au nord d'Aalborg, au Danemark, et surplombe la cité. Les premières grandes fouilles effectuées sur le site ont commencé en 1952 et concernaient 700 tombes. Plusieurs fouilles avaient été menées précédemment, notamment en 1889.

## Historique
La partie sud de Lindholm Høje remonte aux années 1000 - 1050, alors que la partie nord est beaucoup plus ancienne, cette dernière remontant à la période allant de l'an 700 à l'an 1000.
Le site d'habitation est à un important carrefour sur le Limfjord, une bande d'eau qui divise ce qui est maintenant le Jutland. Durant la période viking, il n'était possible de traverser qu'à ce point ou beaucoup plus loin à Aggersund, et ceci à cause des marais qui bordaient le fjord des deux côtés.
Ce site a été abandonné aux environs de 1200, probablement à cause du sable qui venait de la côte ouest. Ceci était la conséquence directe de la déforestation étendue : le sable n'ayant plus de frontière naturelle était charrié par les vents forts venant de l'ouest jusqu'à ce site. Une autre conséquence fut que ce même sable ait permis de protéger le site pour les siècles à venir et de nous le restituer dans l'état qui est le sien aujourd'hui.
À cause de sa localisation et des nombreuses routes y arrivant, ce site était un important centre d'échanges commerciaux à l'époque. Ce qui est amplement prouvé d'ailleurs par la masse d'artefacts trouvés par les archéologues travaillant sur le site.
La majorité des inhumations découvertes était en fait des crémations même si un nombre significatif d'enterrements ont été trouvés, et il apparut qu'en fait la tendance vers telle ou telle méthode d'inhumation varia avec l'époque. La plupart des tombes sont délimitées par des pierres placées à la manière d'une coque de bateau, indiquant l'importance que les vikings plaçaient dans l'eau, et la taille ainsi que la forme de ce bateau indiquait le rang social ainsi que le sexe de l'individu. Cette forme d'identification peut être d'ailleurs retrouvée dans les autres formes d'enterrement sur bateau chez les Anglo-Saxons, Vikings norvégiens et autres civilisations du nord de l'Europe.
Ce site est étendu ainsi qu'impressionnant à aborder. Il a un musée adjacent, ouvert en 1992 grâce aux dons d'une cimenterie locale, Aalborg Portland A.S., qui fêtait alors son centenaire.